# Епидеиктична реч
Епидеиктичната реч (от гръцки epideixis – „монолог“, в случая „красноречие“) или още тържествена (похвална) реч (като термини в реториката), също позната като похвално слово (особено в старобългарската литература) и тържествено слово в официалния стил е реч, чиято цел е да възхвалява, а в други случаи – да укорява, вини, порицава, осъжда.

## Понятие
Използва се по време на церемонии, като при този тип ораторски дискурс слушателят не е въвлечен във взимане на решение , също така според Квинтилиан епидеиктичната реч не въвлича във въпроси, по които съществуват противоречия и този тип дискурси са изцяло реторични, тоест се нуждаят единствено от аргументация по доказване или отричане – цел на оратора е да увеличи, уголеми и декорира темата. . Според Квинтилиан този тип речи се отнасят не само до това, което е достойно и добро, но въобще до status qualitis.  В действителност този тип реч е близка до съвещателната тъй като възхвалявайки тя съветва.  Според Chaim Perelmen и Lucy Olbrechts-Tyteca (1969) „Ораторът, който е въвлечен в епидеиктичен дискурс е много близо до ролята на педагог, на някой който обучава. Тъй като това, което той има да каже не повдига противоречия, и следователно не е от практически интерес, и не е въпрос на [словесно] нападение, атака или защита, но единствено на подкрепянето, поддъжрането на стойности, които са споделяни от обществото...“ (52) .

## История
Според Ернст Куртиус съвременната епидеиктична реч е основно похвална реч, тоест тя е загубила характеристиките си на обвиняваща и порицаваща, и с Локууд дори смятат, че това е част от реториката, която после става литература (например много голяма част от средновековната литература като цяло е епидеиктична; истории, биографии, автобиографии и географии оттогава са похвални, възхваляващи).

## Епидеиктични речи
Известни епидеиктични речи:
- Реч на Горгий в диалога Горгий на Платон [3]. В този диалог епидеиксисът е асоцииран със софистиката. [1]